# Distrito de Freiberg
El Distrito de Freiberg (en alemán Landkreis Freiberg) fue, entre 1994 y 2008, un distrito (landkreis) del estado federado (land) de Sajonia, en Alemania. Su capital era Freiberg.

## Geografía
El distrito se situaba en las laderas septentrionales de los Montes Metálicos. El río principal de la zona es el Freiberger Mulde.
El distrito de Freiberg limitaba al norte con el distrito de Meißen, al este con el distrito de Weißeritz, al sur con la frontera checa (Región de Karlovy Vary), al sudeste con el distrito de los Montes Metálicos, al oeste con la ciudad independiente (kreisfreie Stadt) de Chemnitz y al noroeste con el distrito de Mittweida.

## Historia
El distrito se estableció en la reforma territorial de 1994, por agrupación de los distritos anteriores de Freiberg, Brand-Erbisdorf y Flöha, y subsistió hasta el 1 de agosto de 2008, fecha en la que, como fruto de una nueva reforma de los distritos de Sajonia, el de Freiberg fue fusionado con los de Döbeln y Mittweida en el nuevo distrito de Sajonia Central.

## Composición del distrito
(Recuento de habitantes a 31 de agosto de 2006)
| Ciudades 1. Augustusburg (5.162) 2. Brand-Erbisdorf (11.117) 3. Flöha (10.633) 4. Frauenstein (3.257) 5. Freiberg (43.901) 6. Großschirma (6.115) 7. Oederan (7.033) 8. Sayda (2.186) | Municipios 1. Bobritzsch (4.657) 2. Dorfchemnitz (1.787) 3. Eppendorf (4.747) 4. Falkenau (2.037) 5. Frankenstein (1.210) 6. Großhartmannsdorf (2.835) 7. Halsbrücke (5.570) 8. Hilbersdorf (1.437) 9. Leubsdorf (3.923) 10. Lichtenberg/Erzgeb. (3.015) 11. Mulda/Sa. (2.971) 12. Neuhausen/Erzgeb. (3.228) 13. Niederwiesa (5.241) 14. Oberschöna (3.697) 15. Rechenberg-Bienenmühle (2.287) 16. Reinsberg (3.234) 17. Weißenborn/Erzgeb. (2.732) |